# Cavendishia erythrostegia
Cavendishia erythrostegia är en ljungväxtart som beskrevs av J.L. Luteyn. Cavendishia erythrostegia ingår i släktet Cavendishia och familjen ljungväxter. Inga underarter finns listade i Catalogue of Life.